# Trinitatisfriedhof (Dresden)

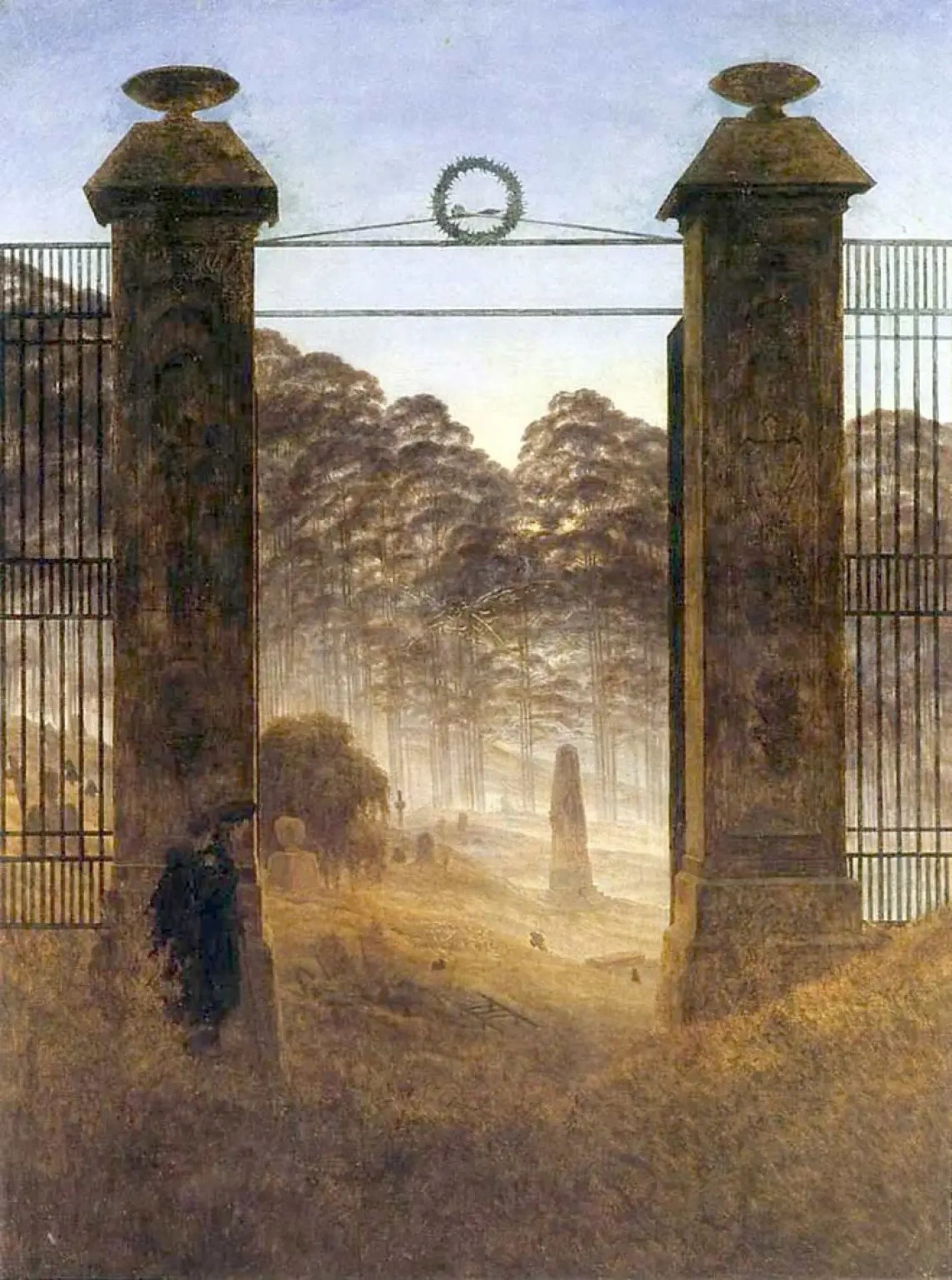
Caspar David Friedrich – Friedhofseingang (unvollendet, um 1825)

Der Trinitatisfriedhof im Dresdner Stadtteil Johannstadt gehört neben dem Eliasfriedhof zu den ursprünglich als Seuchenfriedhof angelegten Begräbnisstätten der Stadt. Er zählt aufgrund der künstlerischen Gestaltung zu den stadtgeschichtlich und kulturhistorisch bedeutendsten Friedhöfen Dresdens und ist der fünftgrößte Friedhof der Stadt.

## Geschichte

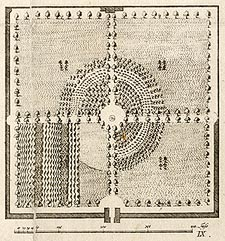
Nach dem Grundriss des Neuen Begräbnisplatzes in Dessau, hier auf einem Plan um 1787, sollte der Trinitatisfriedhof ursprünglich angelegt werden

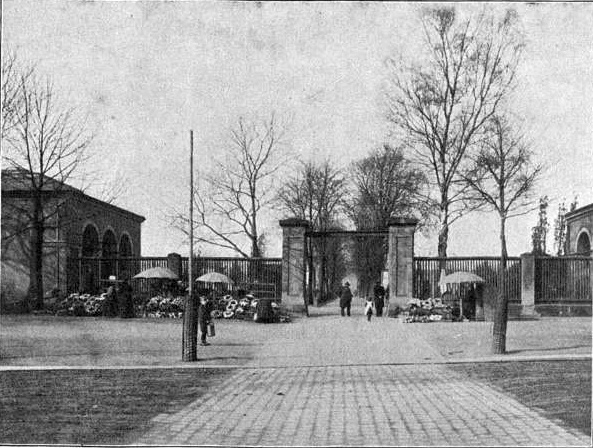
Eingang um 1900

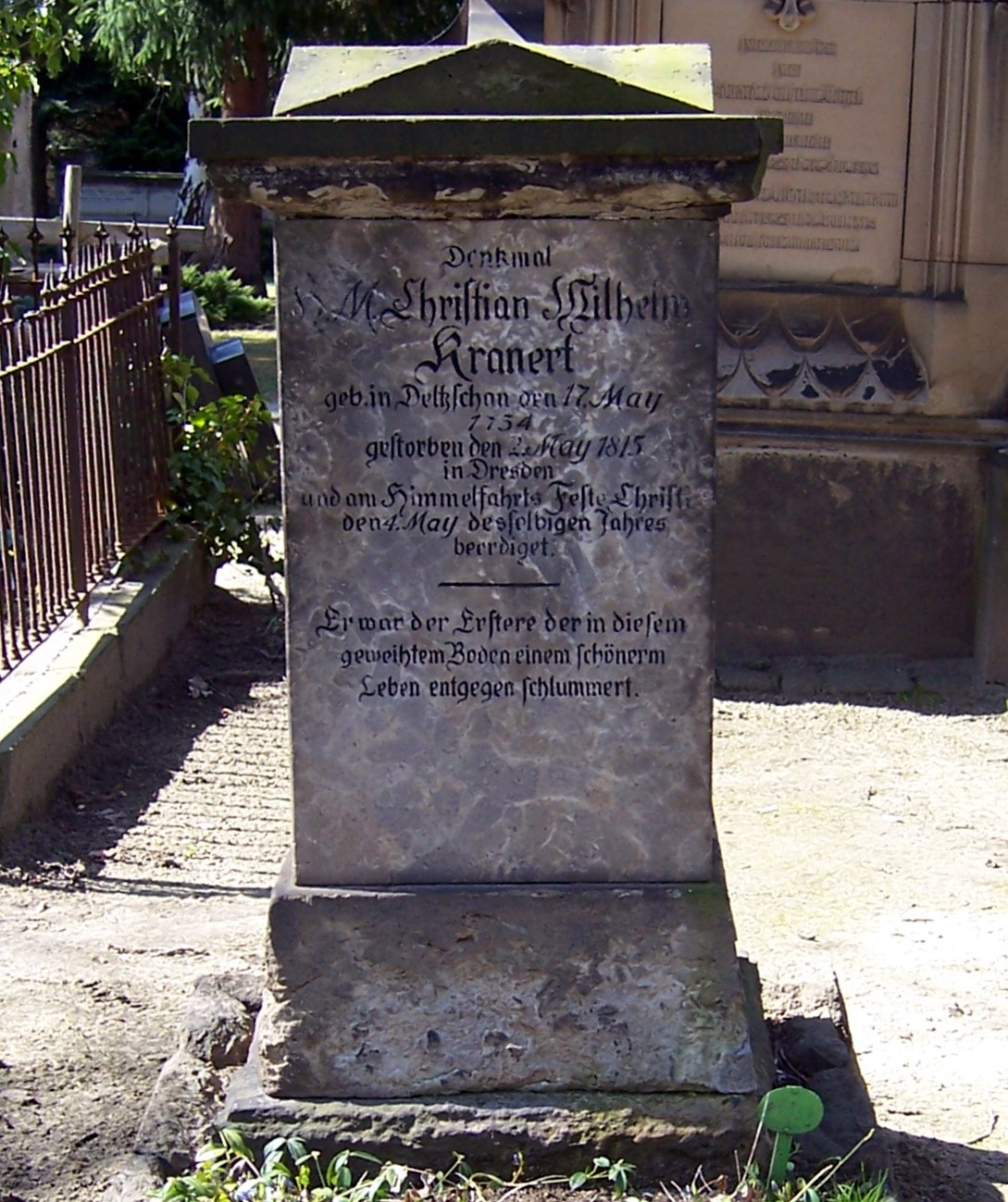
Grab von Christian Wilhelm Kranert, das erste des Friedhofs

Nach der Schlacht um Dresden im August 1813 glich die Stadt einem Feldlazarett. Im gesamten Jahr starben rund 21.000 Angehörige des Militärs, unter der Zivilbevölkerung waren über 5000 Tote auch infolge der katastrophalen Bedingungen in der Stadt nach Ende des Krieges zu verzeichnen. Zahlreiche Menschen verhungerten, doch erlagen weit mehr nach Ende des Krieges dem Typhus, der noch 1814 über 3000 Menschenleben forderte. Die Dresdner Friedhöfe – Eliasfriedhof, zweiter Annenfriedhof, Innerer Matthäusfriedhof und der erste Johannisfriedhof – konnten die Toten dieser Zeit nicht mehr aufnehmen und wurden aufgrund ihrer Überfüllung auch für die Ausbreitung der Typhus-Epidemie verantwortlich gemacht.
Am 29. April 1814 erteilte das Oberkonsistorium die Genehmigung für eine neue Friedhofsanlage außerhalb der Stadt. Dafür wurde ein Stück Land „nahe bei dem Blasewitzer Tännicht“ gekauft. Der Friedhof erhielt wegen seiner großen Entfernung zur Stadt im Volksmund den Namen „weiter Friedhof“. Die Gestaltung der Anlage wurde Gottlob Friedrich Thormeyer übertragen, der den Friedhof als ersten in Dresden nicht als sakralen kultbezogenen Bestattungsort anlegte, sondern nach hygienischen, zweckmäßigen und dennoch ästhetischen Aspekten und so den ersten „reformierten“ Friedhof Dresdens schuf. Nach dem vorbildhaften Herrnhuter Gottesacker und dem Neuen Begräbnisplatz in Dessau sollte so „eine geschmackvoll angelegte, ihrer Zweckbestimmung gemäß architektonisch verschönerte Ruhestätte für die Todten“ entstehen. Ähnlich wie in Herrnhut und Dessau plante Thormeyer einen quadratischen Grundriss der Anlage, den eine Weidenhecke umzieht. Die Grabsteine sollten symmetrisch und in gleichmäßigen Abständen voneinander liegen, dabei durfte „nur der Name des Verstorbenen, Geburts- und Sterbetag“ auf dem Grabstein stehen. Im Zusammentreffen der Wege, die von Pappeln begrenzt sein sollten, plante Thormeyer einen Tempelbau, der unter anderem für Bestattungsurnen Platz bieten sollte.
Aus Kostengründen lehnte der Kirchenrat Thormeyers Entwurf ab und genehmigte stattdessen zwei Totengräberwohnungen auf dem Friedhofsgelände. Außerdem durfte der Friedhof mit einer Mauer umzogen werden. Thormeyer begann mit der Umsetzung im Juni 1815 und schloss sie am 8. Januar 1816 ab. Lediglich die Wegebegrenzung durch Bäume konnte vom ursprünglichen Entwurf umgesetzt werden. Die Eingangsanlage entstand nach Entwürfen des ebenfalls an der Friedhofsplanung beteiligten Ratsbaumeisters Christian Gottlieb Spieß. Sie wurde mit ihren zwei imposanten Torpfeilern Vorlage für die dargestellte Anlage in Caspar David Friedrichs Gemälde Friedhofseingang. Auf Caspar David Friedrichs Grab wurde am 27. August 2024 ein Denkmal unter Verwendung seines Eule im gotischen Fenster eingeweiht.
Die erste Bestattung fand bereits am 4. Mai 1815 wahrscheinlich noch auf freiem Feld statt, da mit der eigentlichen Anlage des Friedhofs erst am 7. Juni 1815 begonnen wurde. Den einfachen, klassizistischen Grabstein des Kandidaten der Theologie Christian Wilhelm Kranert zieren die Worte „Er war der Erstere der in diesem geweihten Boden einem schöneren Leben entgegen schlummert.“ Der Grabstein ist erhalten. Die Umstände um die erste Beerdigung lassen vermuten, dass „die sonst üblichen Einweihungsfeiern, die mit der ersten Leiche einhergingen, wegfallen“ mussten. Anlässlich der ersten Erweiterung des Friedhofs in Richtung Osten im Jahr 1834 und der damit verbundenen Weihung des neuen Friedhofsareals erhielt die Anlage ihren heutigen Namen „Trinitatisfriedhof“. Der Name bezieht sich auf den Zeitpunkt der ersten Beerdigung auf dem neuen Friedhofsteil. Im Jahr 1843 erhielt der Trinitatisfriedhof eine Leichenhalle und ein Unterkunftshaus. Erneute Erweiterungen des Geländes erfolgten in den Jahren 1846 und 1872.
Bei der Bombardierung Dresdens im Februar 1945 wurden Teile des Friedhofs beschädigt. Der Andachts- und Feierraum erhielt schwere Schäden und wurde in den folgenden Jahren von Arno Kiesling wiedererrichtet. Die Innengestaltung stammt vom Maler Willy Trede. Direkt vor dem Friedhof steht die 1945 teilzerstörte und seitdem als Ruine belassene Trinitatiskirche, deren Name sich vom Friedhofsnamen ableitet. Im Oktober 2013 wurden auf mehreren Friedhöfen in Dresden Grabskulpturen aus Buntmetall gestohlen, darunter auch Plastiken und Grabmale von sechs Gräbern des Trinitatisfriedhofs. Zu den betroffenen Gräbern zählen die von Paul Gustav Leander Pfund und Max von Stephanitz.
Träger des Trinitatisfriedhofs ist das Ärar des Elias-, Trinitatis- und Johannisfriedhofes. Dieses geht zurück auf das 1575 gegründete Johanniskirchenärar. Das Ärar ist ein eigenständiger kirchlicher Träger von Rechten und Pflichten, unabhängig von der Kirchengemeinde, auf deren Gebiet die zugehörigen Friedhöfe liegen.

## Bedeutende Gräber

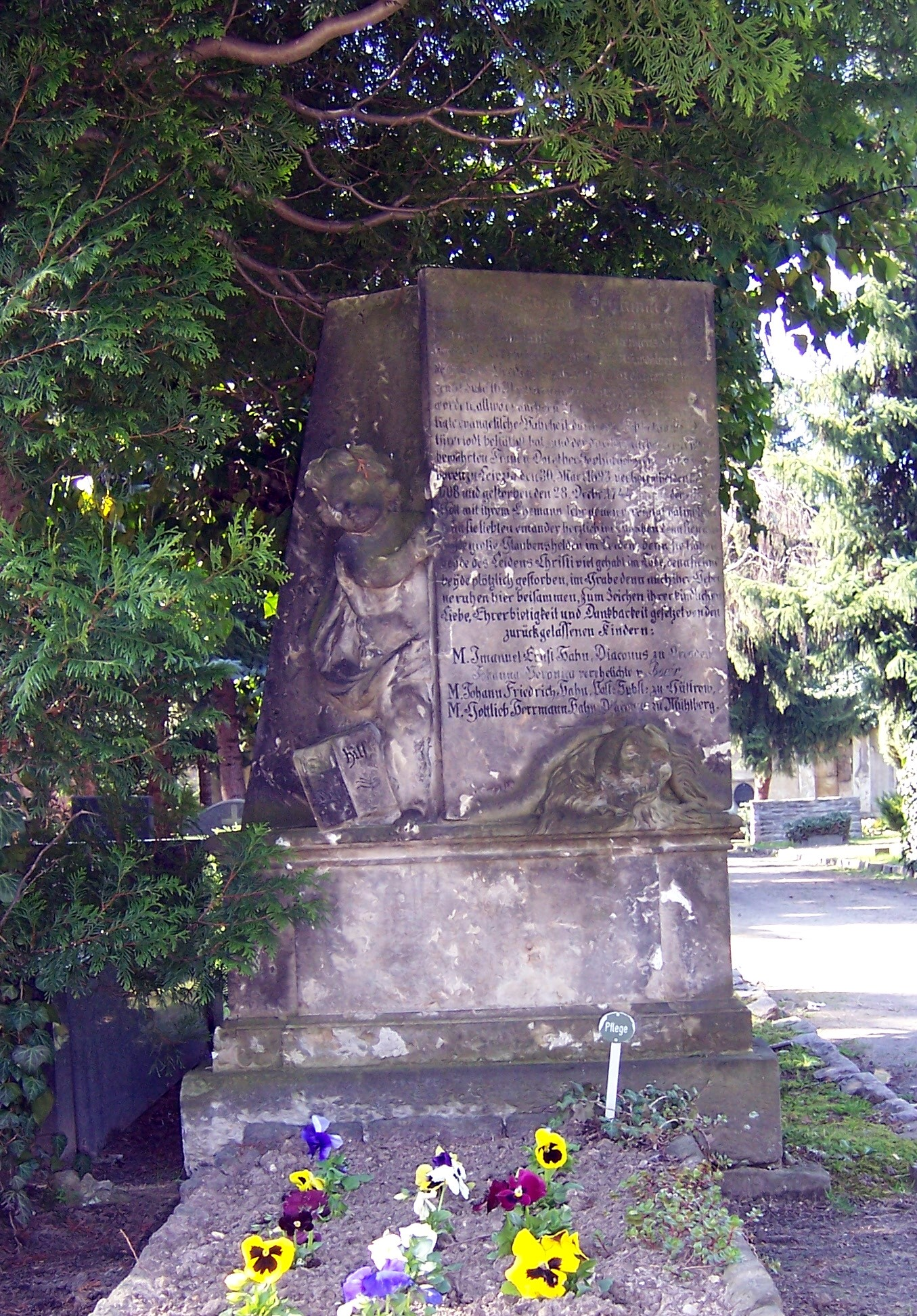
Grab von Hermann Joachim Hahn

Das älteste Grab des Trinitatisfriedhofs stammt aus dem Jahr 1726 und ist das des Diakons und Predigers der Dresdner Kreuzkirche Hermann Joachim Hahn. Er wurde von einem vermutlich geistesgestörten Mann ermordet, was für erhebliche Unruhen in der Bevölkerung sorgte. Hahn fand seine letzte Ruhe 1726 auf dem Johanniskirchhof. Als dieser im 19. Jahrhundert säkularisiert wurde, überführte man Hahns Grabmal auf den neuangelegten Trinitatisfriedhof. Die Gestaltung des Grabsteins wird Johann Christian Kirchner zugeschrieben. Zusammen mit dem Grab des Kaufmanns Ferdinand Wiesand, der ebenfalls auf den Trinitatisfriedhof übergeführt wurde, zählt Hahns Begräbnisstätte zu den wenigen erhaltenen Gräbern des Johanniskirchhofs.

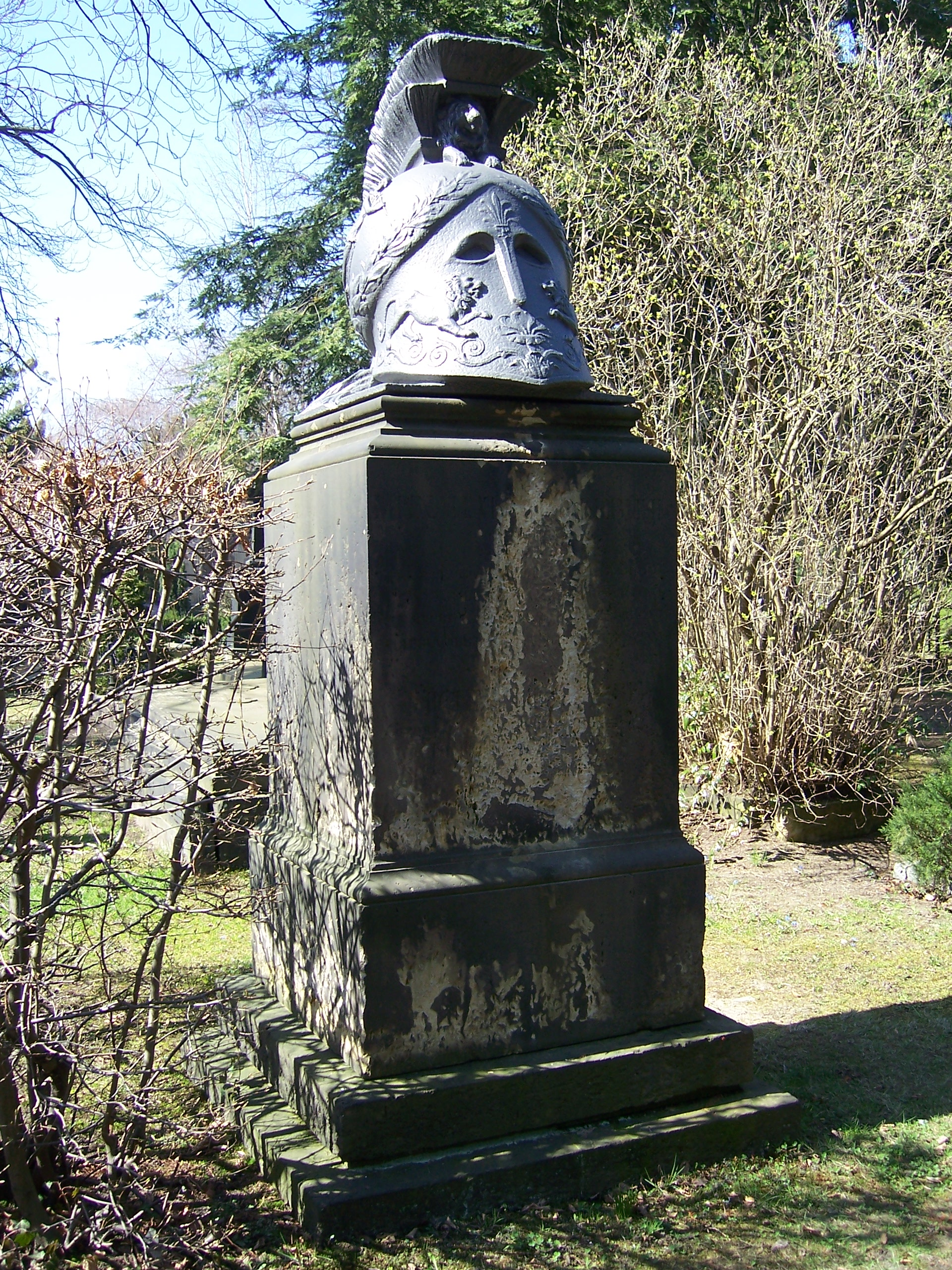
Grab von Michael de Habbe

Zu den schönsten Grabstätten des Friedhofs gehört die Ruhestätte des Ehepaars Friedrich Anton und Friederike Serre, die in Maxen und Dresden Gesellschaften gaben und mäzenatisch wirkten. Das Relief der Grabpyramide wird Franz Pettrich zugeschrieben. Die Wandstele wurde 2001 restauriert.

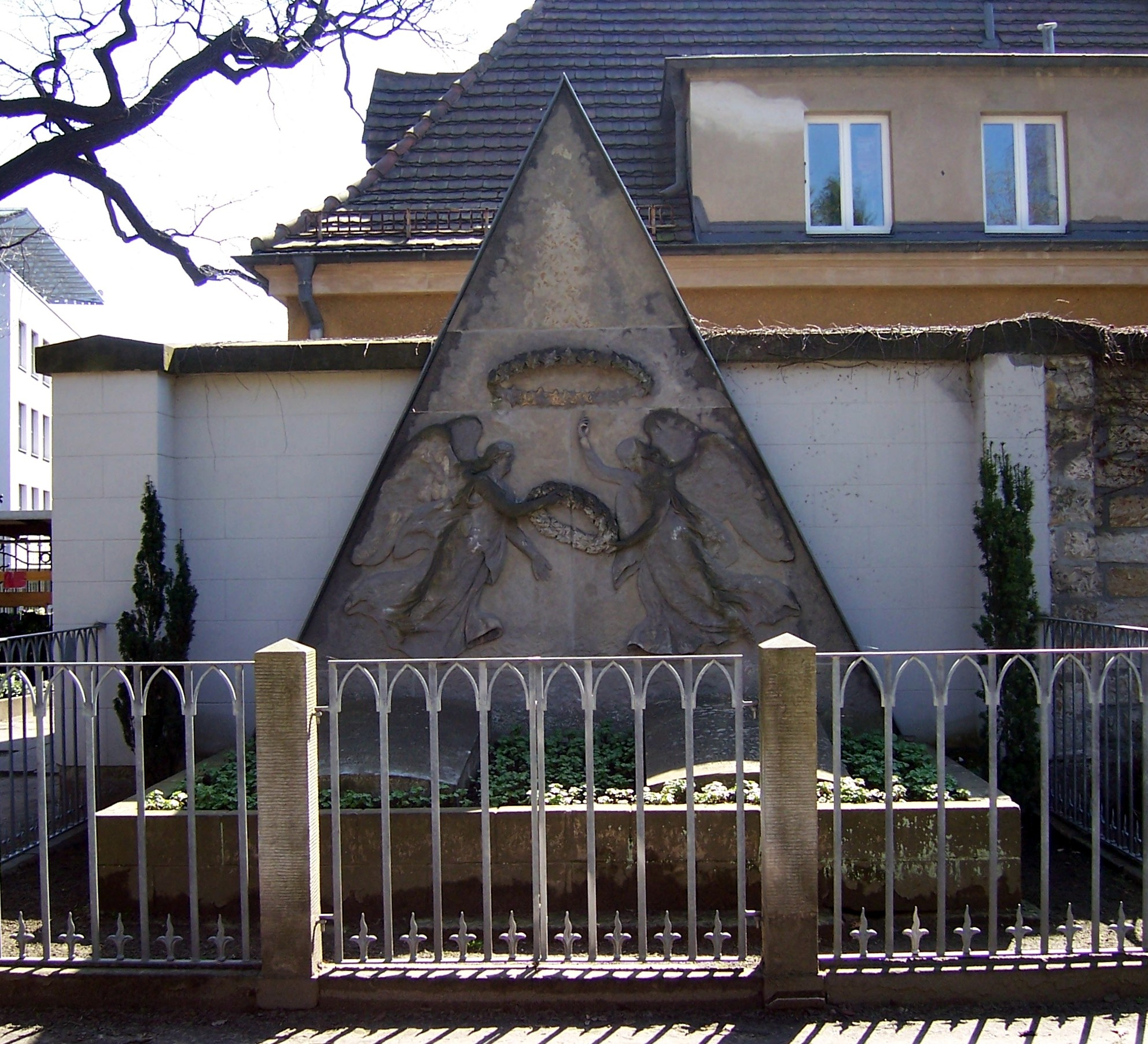
Grab des Ehepaars Serre

Von Ernst Rietschel stammt der Entwurf zu einem Griechenhelm auf dem Grab des französischen Generals Michel de Habbe, dessen sterbliche Überreste 1834 vom Eliasfriedhof auf den Trinitatisfriedhof übergeführt wurden. Fritz Löffler hielt den Helm „für das wertvollste Kunstwerk des Friedhofs“. Rietschel schuf das Porträtmedaillon am Grab von Rosa Oppenheim, während die Grabanlage der Familie Oppenheim von Gottfried Semper entworfen wurde. Ebenfalls von Rietschel stammt das Bildnismedaillon am Grab von Carl Gustav Carus aus dem Jahr 1846. Die Inschrift am Grab des Mediziners befand sich ursprünglich an Carus’ Haus, das 1945 zerstört wurde. Auch das Grab selbst fiel den Bomben zum Opfer und wurde 1949 wiederhergestellt.
Ernst Rietschels Grab auf dem Trinitatisfriedhof wurde 1945 schwer beschädigt und 1949 wiederhergestellt. Das Bildnismedaillon Rietschels, das der Bildhauer Adolf von Donndorf geschaffen hatte, blieb erhalten und befindet sich seit 1949 wieder an Rietschels Grab.
Bildende Künstler schufen teilweise eigene Grabplastiken. Von der Grabstele des Tierbildhauers Otto Pilz blicken zwei junge Bären herab. Die gemeinsame Grabstätte des Physikers Günther Landgraf und der Bildhauerin Charlotte Sommer-Landgraf zieren zwei Plastiken Sommer-Landgrafs: eine figürliche sitzende Plastik sowie eine Büste Günther Landgrafs.
An die Gefallenen des Dresdner Maiaufstands 1849, von denen 76 auf dem Trinitatisfriedhof ihre letzte Ruhe fanden, erinnert seit 1919 ein Obelisk mit der Inschrift „Den Toten der Maikämpfe 1849“.

## Persönlichkeiten

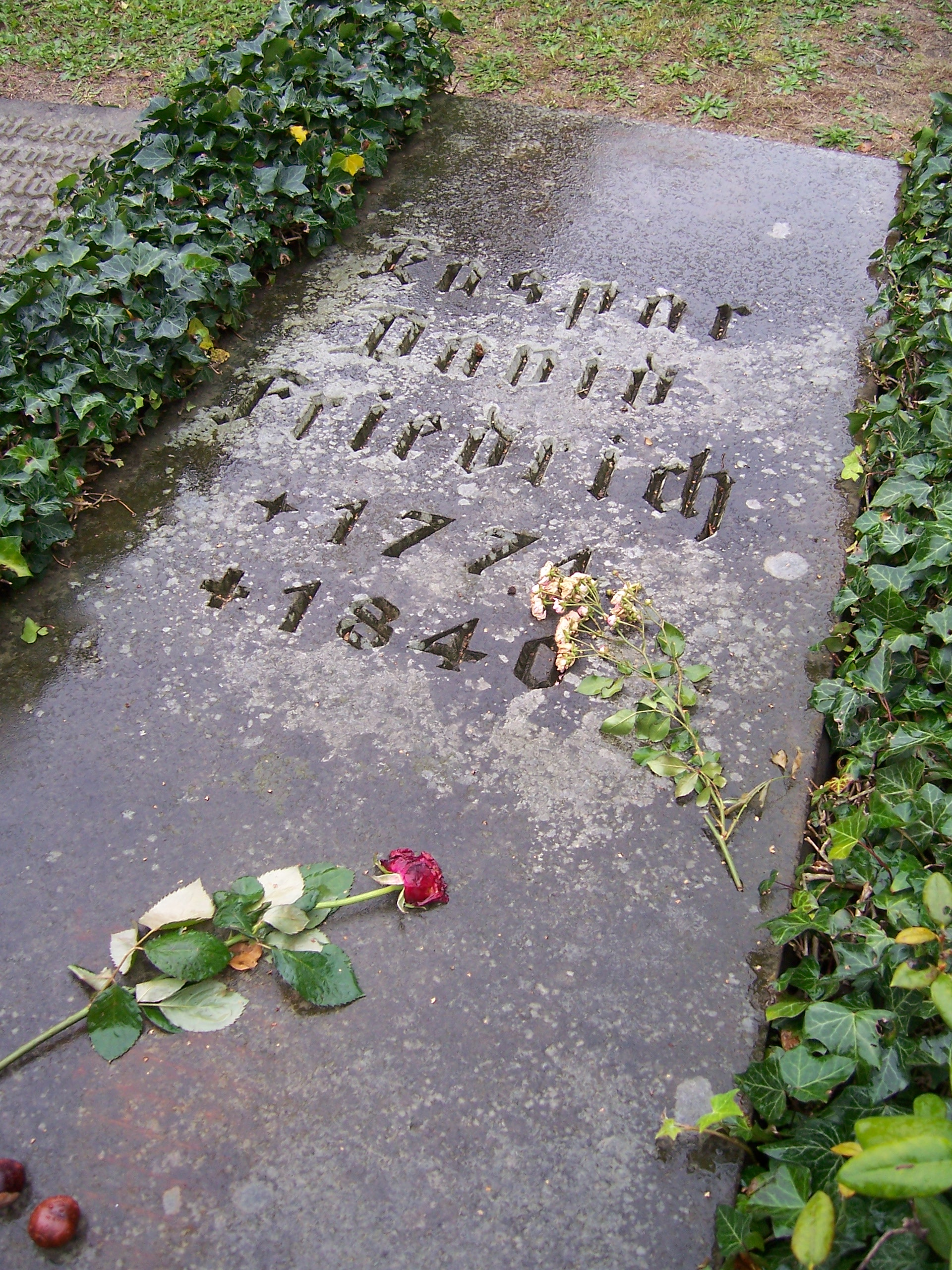
Grab von Caspar David Friedrich

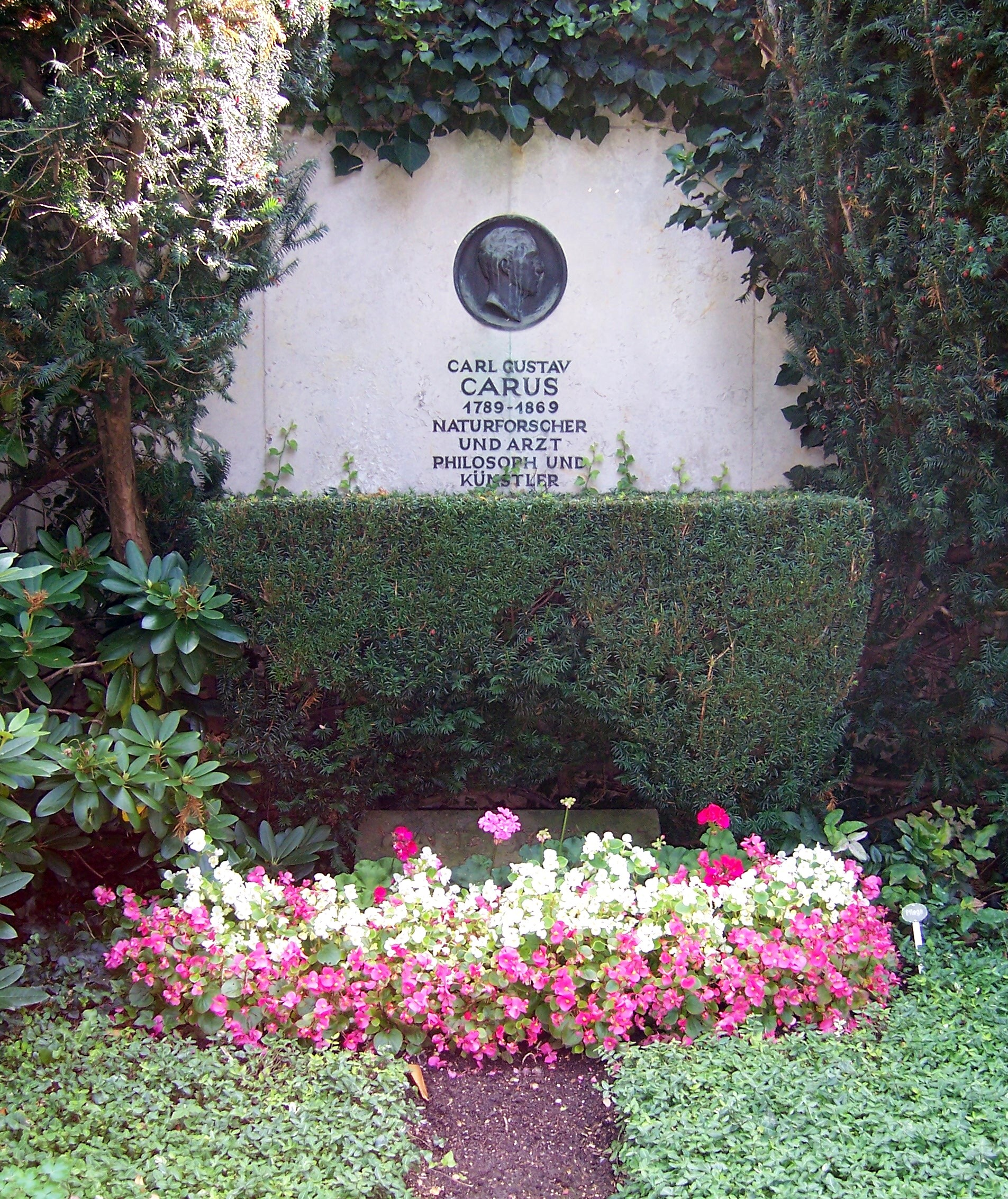
Grab von Carl Gustav Carus

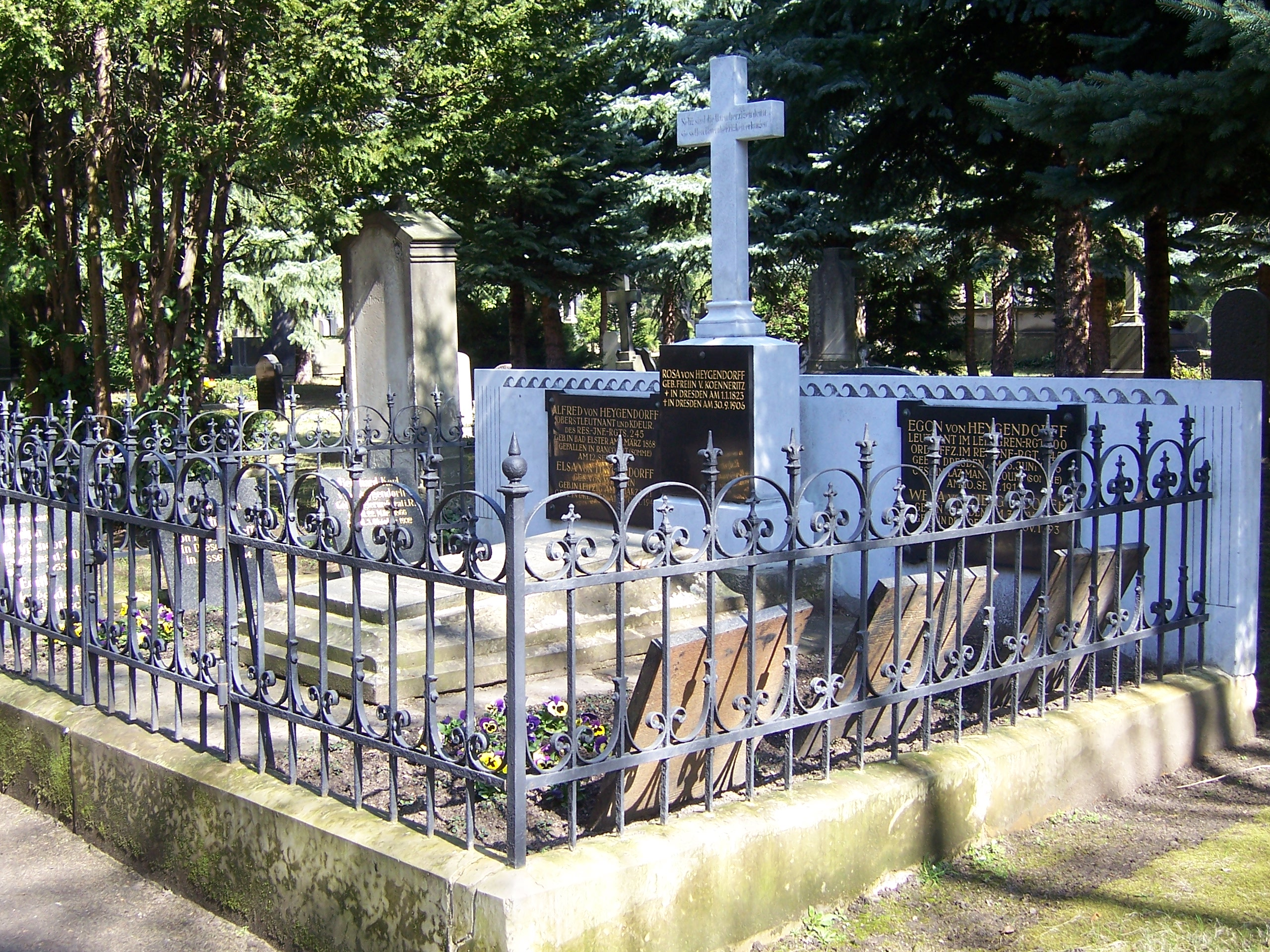
Grab der Sängerin Karoline Jagemann

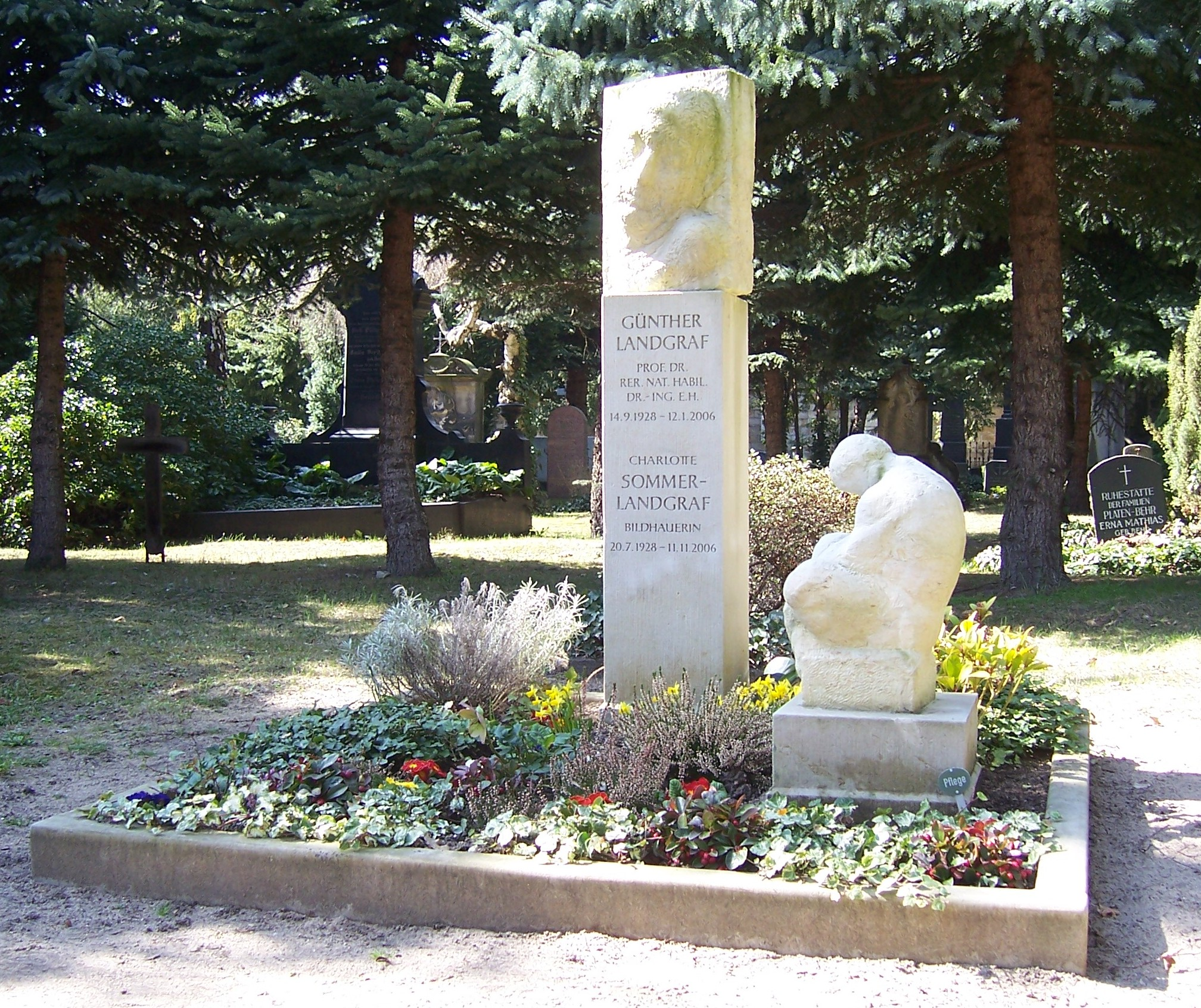
Grab von Charlotte Sommer-Landgraf und Günther Landgraf

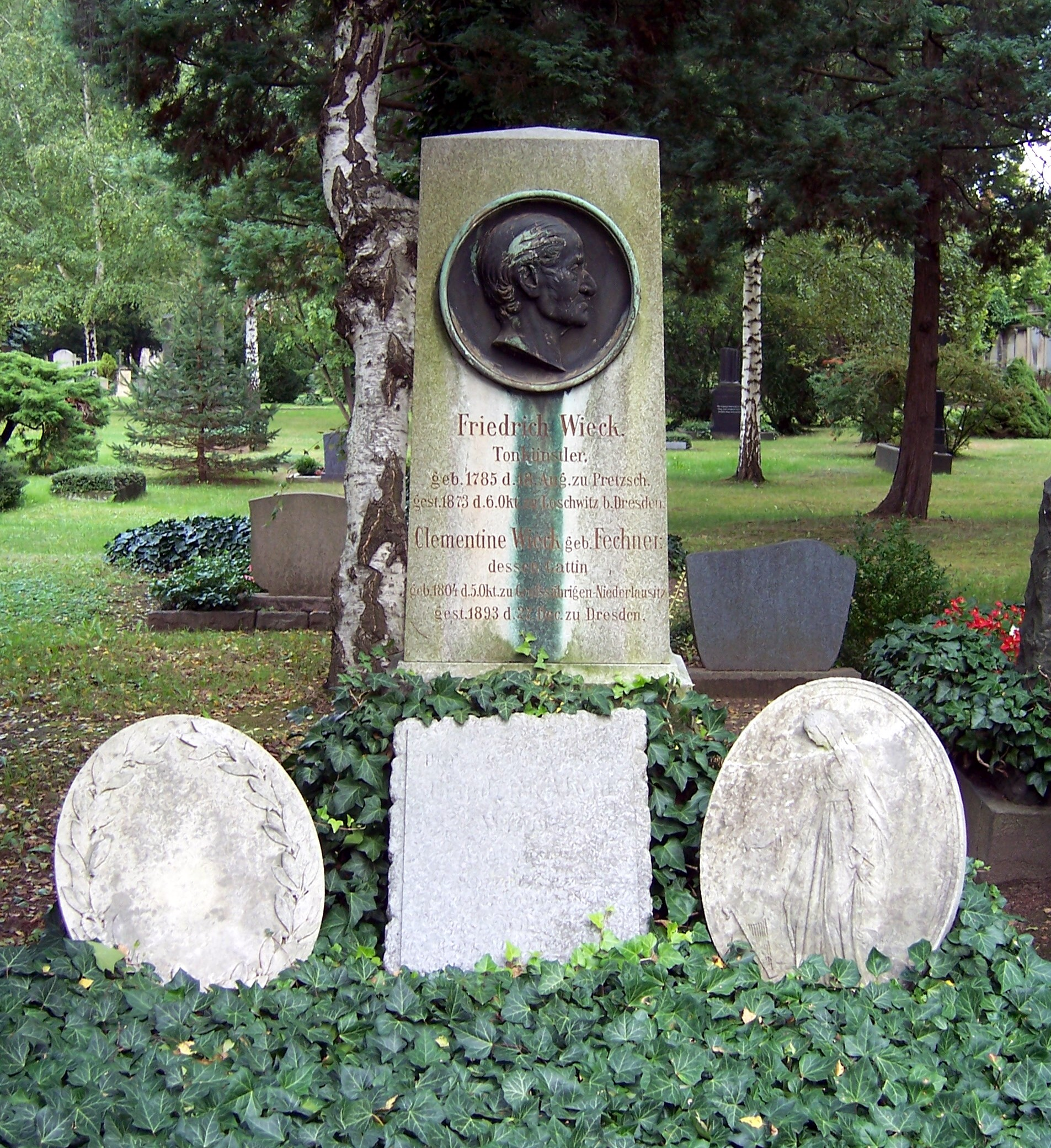
Grab von Friedrich Wieck

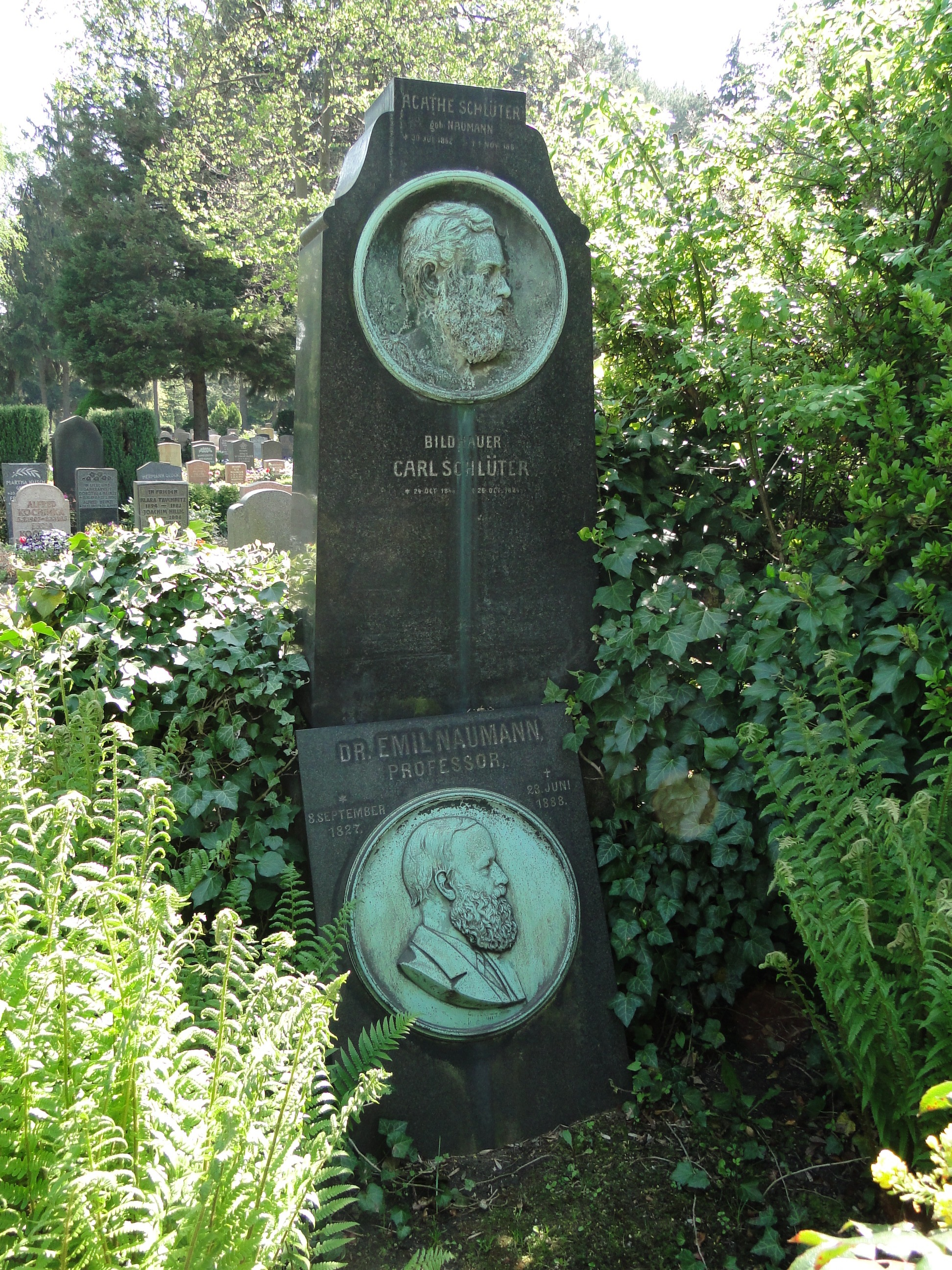
Grab von Emil Naumann und Carl Schlüter

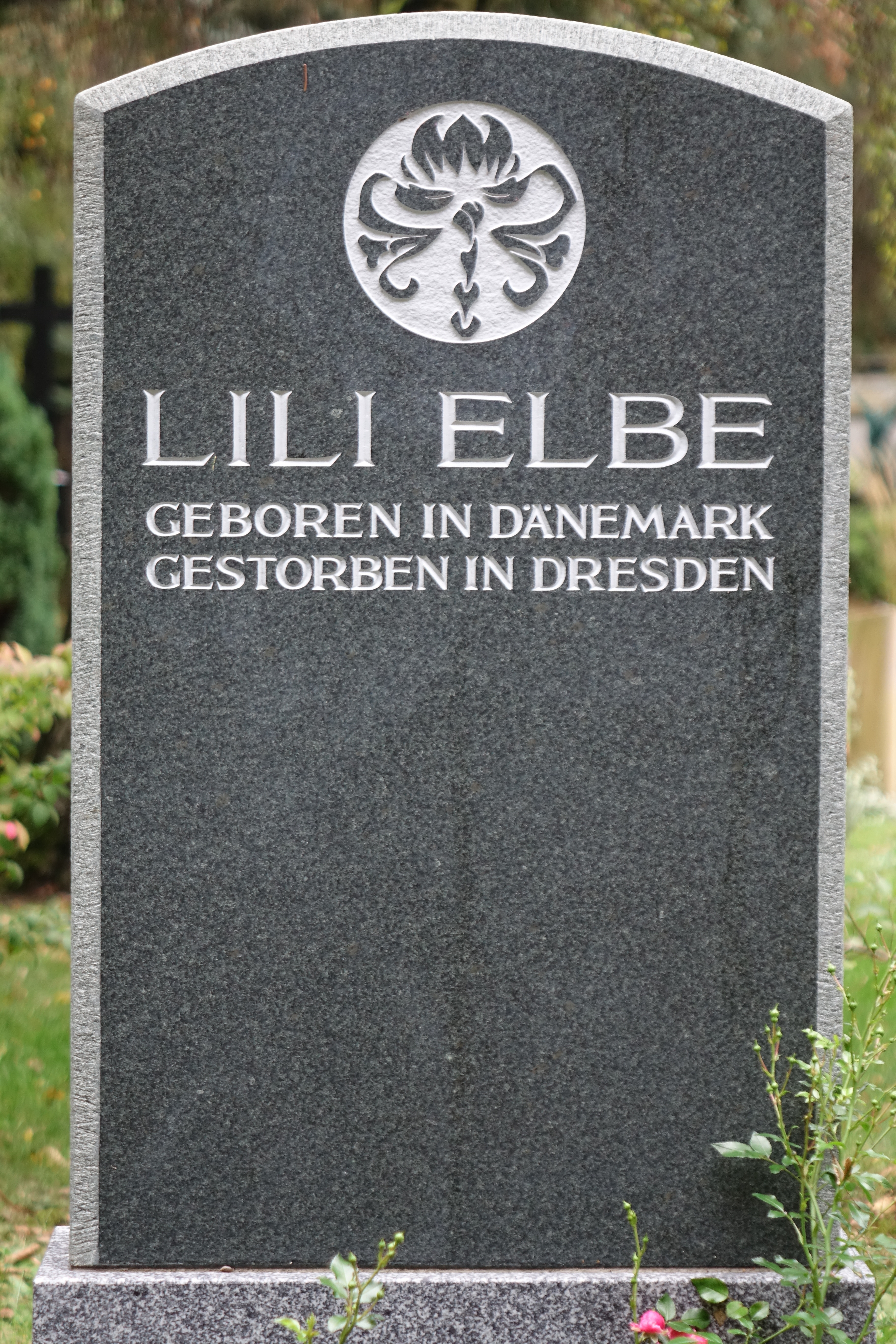
Grabstein von Lili Elbe (Reproduktion)

- Paul Adolph (1868–1941), Theaterintendant
- Christian Friedrich Arnold (1823–1890), Architekt
- Johann Christoph Arnold (1763–1847), Buchhändler
- Sophie von Baudissin (1817–1894), Schriftstellerin
- Wolf Heinrich Graf von Baudissin (1789–1878), Schriftsteller und Übersetzer
- Friedrich Baumfelder (1836–1916), Komponist, Kantor, Musiklehrer, Pianist
- Dietrich Otto von Berlepsch (1823–1896), Jurist und Kirchenpolitiker
- Georg Berndt (1880–1972), Messtechniker
- Heinrich August Blochmann (1787–1851), Landwirt und Kommissionsrat
- Rudolf Sigismund Blochmann (1784–1871), Pionier der Gasbeleuchtung
- J. Arthur Bohlig (1879–1975), Architekt
- Franz Magnus Böhme (1827–1898), Komponist
- Karl Friedrich Emil Bönisch (1832–1894), Bürgermeister von Dresden
- Harald Julius von Bosse (1812–1894), deutsch-russischer Architekt
- Johann Carl Friedrich Bouché (1850–1933), Gartenarchitekt (Gedenkstele)
- Hermann von Broizem (1850–1918), sächsischer General der Kavallerie, Militärbefehlshaber in Sachsen
- Hugo Bürkner (1818–1897), Maler
- Adolph Canzler (1818–1903), Architekt
- Carl Gustav Carus (1789–1869), Arzt und Maler
- Lili Elbe (1882–1931), dänische Malerin und Intersexuelle (Reproduktion des Originalsteins 2016 errichtet)
- Heinrich Albert Erbstein (1840–1890), Numismatiker
- Julius Richard Erbstein (1838–1907), Numismatiker
- Julius Theodor Erbstein (1803–1882), Archivar und Numismatiker
- Ernst Engel (1821–1896), Statistiker und Sozialökonom
- Emil Eule (1843–1887), Komponist
- Heinrich David August Ficinus (1782–1857), Mediziner und Naturforscher
- Carl Ludwig Alfred Fiedler (1835–1921), Arzt
- Kurt Arnold Findeisen (1883–1963), Schriftsteller
- Caspar David Friedrich (1774–1840), Maler
- Georg Funk (1901–1990), Professor für Städtebau
- Bernhard Gerth (1844–1911), Klassischer Philologe
- Friedrich Gonne (1813–1906), Maler
- Alexe Grahl (1844–1903), Fotografin
- August Grahl (1791–1868), Miniaturmaler
- Hugo Grahl (1834–1905), Agrarwissenschaftler
- Theodor Grosse (1829–1891), Maler
- Richard Guhr (1873–1956), Bildhauer
- Gustav Adolf Gunkel (1866–1901), Komponist
- Hermann Joachim Hahn (1679–1726), Prediger
- Axel Harnack (1851–1888), Mathematiker
- Alfred Moritz Hauschild (1841–1929), Architekt
- Anna Haverland (1854–1908), Schauspielerin
- Theodor Hell (1775–1856), Schriftsteller
- Karl von Heygendorff (1806–1895), Generalmajor
- Ralph von Heygendorff (1897–1953), Generalleutnant
- Erich Hocke (1934–1999), Philosoph
- Christian Gottlob Höpner (1799–1859), Organist und Komponist
- Hugo von Hoesch (1850–1916), Unternehmer in der Papierindustrie
- Balthasar Hübler (1788–1866), Jurist
- Julius Hübner (1806–1882), Maler, Professor an der Kunstakademie, Direktor der Königlichen Gemäldegalerie Dresden
- Hugo Hünerfürst (1827–1867), Musikdirektor, Geiger, Komponist und Dirigent
- Renate Jaeger (1933–2018), Grafikerin
- Karoline Jagemann (1777–1848), Schauspielerin und Sängerin
- Carl von Kaskel (1797–1874), Bankier, Mitbegründer der früheren „Dresdner Bank“
- Gerhard Kettner (1928–1993), Grafiker
- Gitta Kettner (1928–2011), Grafikerin
- Johann Friedrich Kind (1768–1843), Dichter des „Freischütz“
- Christian Gottlieb Kühn (1780–1828), Bildhauer
- Carl Robert Kummer (1810–1889), Maler
- Günther Landgraf (1928–2006), deutscher Physiker
- Karl Laux (1896–1978), Musikwissenschaftler
- Constantin Lipsius (1832–1894), Architekt
- Otto Ludwig (1813–1865), Schriftsteller
- Ida von Lüttichau (1798–1856), Mäzenin
- Wolf Adolf August von Lüttichau (1786–1863), Generalintendant des Sächsischen Hoftheaters
- Therese Malten (1855–1930), Kammersängerin
- Alexander von Mengden (1819–1903), russischer Gesandter, deutsch-baltischer Herkunft
- Johann Meyer (1800–1887), Großkaufmann und Stifter (Johann-Meyer-Häuser in Dresden), Dresdner Ehrenbürger
- Hugo Nauck (1837–1894), Architekt und Oberbaurat in Sachsen
- Emil Naumann (1827–1888), Komponist
- Hermann Nicolai (1811–1881), Architekt
- Gottfried Noth (1905–1971), Sächsischer Landesbischof
- Alexej Adamowitsch Olsufjew (1763–1838), russischer Major und Förderer sozialer Projekte in Dresden
- Georg von Ompteda (1863–1931), Schriftsteller
- Martin Wilhelm Oppenheim (1781–1863), Bankier
- Ernst Julius Otto (1804–1877), Kreuzkantor
- Paul Gustav Leander Pfund (1849–1923), Gründer der Dresdner „Pfunds Molkerei“
- Otto Pilz (1876–1934), Tierbildhauer
- Leon Pohle (1841–1908), Maler
- Moritz Erdmann Puffholdt (1827–1890), Dresdner Stadtmusikdirektor
- Louis Ferdinand von Rayski (1806–1890), Maler
- Alfred Recknagel (1910–1994), Physiker
- Walter Reichardt (1903–1985), Akustiker
- Heinrich Gottlieb Ludwig Reichenbach (1793–1879), Zoologe und Botaniker (Gedenkstele)
- Robert Reinick (1805–1852), Dichter und Maler
- Carl Gottlieb Reißiger (1798–1859), Komponist
- Theodor Reuning (1807–1876), Beamter
- Ernst Rietschel (1804–1861), Bildhauer
- Julius Rietz (1812–1877), Dirigent, Kompositionslehrer und Komponist
- Trajan Rittershaus (1843–1899), Maschinenbauingenieur
- Bernhard von Rochow (1808–1889), Gutsbesitzer und Politiker
- Rudolph von Römer (1803–1871), Politiker und Botaniker
- Edith Rzodeczko (1927–1984), Malerin
- Ursula Rzodeczko (1929–2017), Malerin
- Wilhelm Schaffrath (1814–1893), Jurist und Politiker
- Johannes Schilling (1828–1910), Bildhauer (wurde nach Meißen-Zscheila umgebettet)
- Carl Schlüter (1846–1884), Bildhauer
- Johann Gottlob Schneider junior (1789–1864), Hoforganist
- Julius Scholtz (1825–1893), Maler
- Friedrich Ernst von Schönfels (1796–1878), Politiker
- Wilhelmine Schröder-Devrient (1804–1860), Sängerin und Schauspielerin
- Rudolf Sendig (1848–1928), Hotelier
- Friederike Serre (1800–1872), Mäzenin
- Friedrich Anton Serre (1789–1863), Major und Mäzen
- Marie Simon (1824–1877), Krankenpflegerin
- Charlotte Sommer-Landgraf (1928–2006), Bildhauerin und Grafikerin
- Constantin Staufenau (1809–1886), Theaterschauspieler
- Max von Stephanitz (1864–1936), erster Züchter des Deutschen Schäferhunds
- Friedrich Adolph August Struve (1781–1840), Arzt
- Hermann Thüme (1858–1914), Architekt
- Christian Leberecht Vogel (1759–1816), Maler
- Karl Vollmöller (1848–1922), Romanist und Anglist
- Theodora Elisabeth Vollmöller (1865–1934), Schriftstellerin und Frauenrechtlerin
- Carl von Wagner (1843–1907), Bauingenieur
- Ernst von Weber (1830–1902)
- Friedrich Wieck (1785–1873), Musikpädagoge
- Marie Wieck (1832–1916), Pianistin
- Franz Jacob Wigard (1807–1885), Professor der Stenografie
- Clemens Winkler (1838–1904), Chemiker und Entdecker des Germaniums
- Curt Treitschke (1872–1946), Generalstabsoffizier und Militärkartograph
- Richard Treitschke (1811–1883), Schriftsteller und Privatgelehrter
- Karl Eduard Vehse (1802–1870), Geschichtsschreiber

An Bergsteiger Oscar Schuster (1873–1917) erinnert eine Gedenktafel an der Familiengrabstätte.